# Babe (Sopot)
Babe (Servisch cyrillisch: Бабе) is een plaats in de Servische gemeente Sopot. De plaats telt 332 inwoners (2002).